# Ascorhynchus longicollis
Ascorhynchus longicollis là một loài nhện biển trong họ Ascorhynchidae. Loài này thuộc chi Ascorhynchus. Ascorhynchus longicollis được miêu tả khoa học năm 1885 bởi Haswell.